# Eugenie Schwarzwald

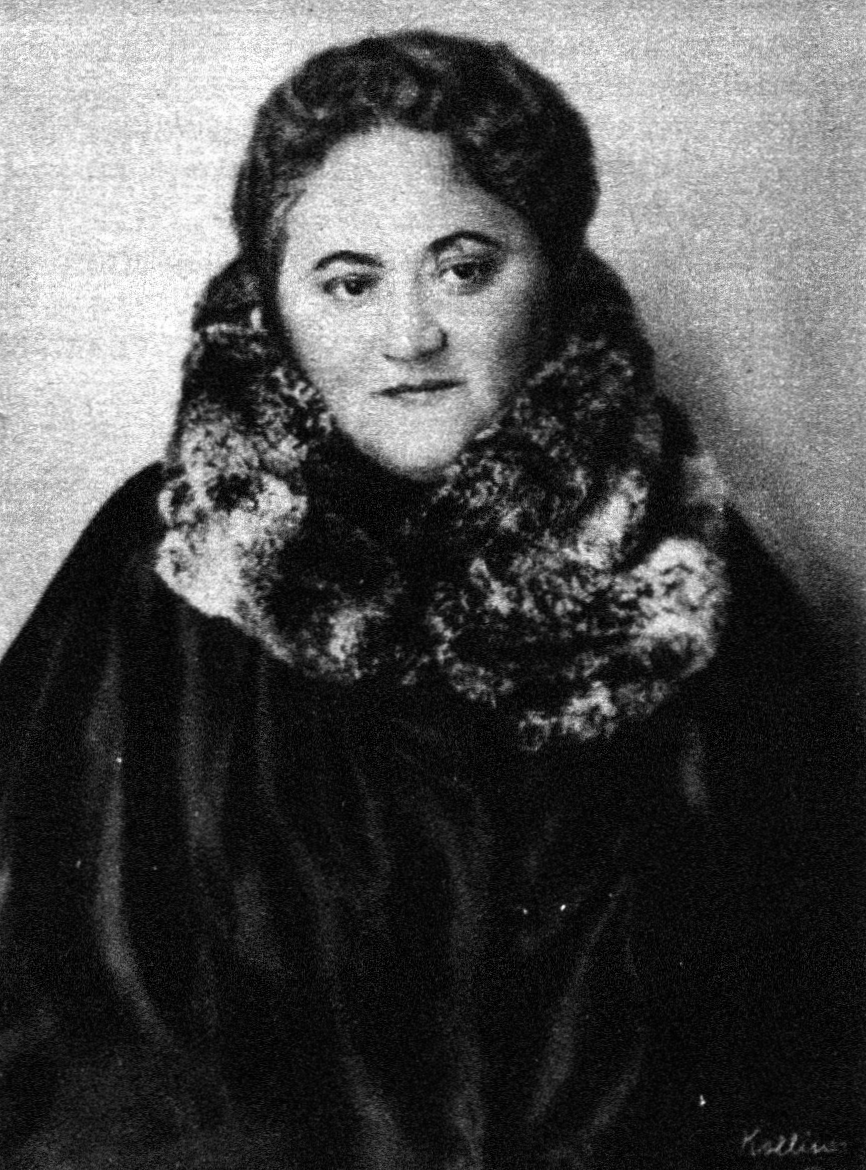
Aufnahme aus den 1920er Jahren von Grete Kolliner

Eugenie „Genia“ Schwarzwald (gebürtige Nussbaum, auch Nußbaum geschrieben; * 4. Juli 1872 in Polupanowka bei Tarnopol, Galizien, Österreich-Ungarn; † 7. August 1940 in Zürich, Schweiz) war eine österreichische Pädagogin, Sozialreformerin und Frauenrechtsaktivistin, die insbesondere als Pionierin der Mädchenbildung bekannt ist.

## Leben und Wirken
Eugenie Nussbaum wurde als Tochter von Leon Nussbaum (Nußbaum), Inhaber eines Vermittlungs- und Plakatierungsbüros, und seiner Frau Esther im Kronland Galizien geboren. Ihr älterer Bruder war der Journalist, Kommunalpolitiker und Beamte Anton Norst. Sie absolvierte Schulen in Czernowitz und besuchte eine Lehrerinnenbildungsanstalt, bevor sie von 1895 bis 1900 Germanistik (Nebenfächer Anglistik, Philosophie und Pädagogik) an der Universität Zürich studierte, der damals einzigen Hochschule im deutschsprachigen Raum, die Frauen zum regulären Studium zuließ. Sie wurde am 30. Juli 1900 als eine der ersten Österreicherinnen mit der Dissertation „Metapher und Gleichnis bei Berthold von Regensburg“ zum Dr. phil. promoviert.

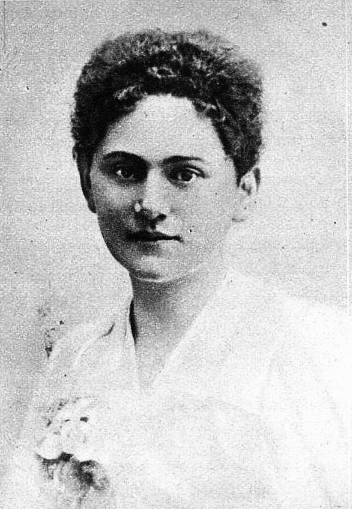
Eugenie Schwarzwald

### Schwarzwaldschule
Nach ihrer Heirat am 16. Dezember 1900 mit Hermann Schwarzwald lebte sie in Wien und übernahm dort am 1. Oktober 1901 von Eleonore Jeiteles (1841–1918) das Mädchenlyzeum am Franziskanerplatz 5. Das k.k. Ministerium für Cultus und Unterricht erteilte ihr aber nur eine Genehmigung für drei Jahre zur provisorischen Leitung der Schule („provisorische Direktorin“ aufgrund eines Erlasses vom 11. Oktober 1901; Unterrichtsfach Deutsch). Im Schuljahr 1904/05 bestand das 1888 eröffnete stehende Lyzeum, das seit November 1905 Öffentlichkeitsrecht genoss, aus sechs Klassen, an denen 162 Mädchen von zehn Lehrern sowie zwölf Lehrerinnen unterrichtet wurden. Eugenie Schwarzwald war Verfechterin der Koedukation; sie vertrat die Ansicht, diese „würde die Mädchen klüger und die Knaben gesitteter machen“. Auch spezielle Hochschulen für Frauen lehnte sie ab. Nach Ansicht von Ellen Key war das von Eugenie Schwarzwald geleitete Lyzeum „eine der vornehmsten und bestgeleiteten Mädchenschulen“.
1905 musste sie den Mathematiklehrer Ludwig Dörfler pro forma zum Direktor der Schule ernennen. Die selbstständige Leitung ihrer Schule blieb Schwarzwald lange verwehrt, und ihr in Zürich erworbener akademischer Grad wurde in Österreich nie anerkannt. Trotzdem gelang es ihr, das Lyzeum nach und nach zu einem Schulzentrum mit Volksschule, Gymnasial- und allgemeinen Fortbildungskursen zu entwickeln. Die Volksschule war auch die erste Schule mit Gemeinschaftserziehung. Die Grundideen ihrer Pädagogik waren von Gewaltfreiheit, Förderung der Phantasie und Gestaltungskraft und der freien Entfaltung jedes Kindes geprägt. Mit Maria Montessori pflegte sie den Gedankenaustausch, ihre Ideen waren später eine Grundlage für Otto Glöckels umfassende Schulreform.
Ab 1911 führte sie die Schule als Mädchenrealgymnasium mit acht Klassen. Es war damit die erste Schule in Österreich, an der Mädchen maturieren konnten. Seit 1913 hatte die Schule ihre neue Heimstätte in Wien 1, Wallnerstraße 9 (ident mit Herrengasse 10). Von den bekannten Schriftstellern und Künstlern, die sich im später errichteten Literatencafé Herrenhof im selben Haus trafen, konnte Schwarzwald einige als Lehrer gewinnen, darunter Oskar Kokoschka (Malen und Zeichnen), Adolf Loos (Architektur), Arnold Schönberg und Egon Wellesz (Musik), Hans Kelsen (Soziologie und Volkswirtschaftslehre) und Otto Rommel (Literatur). Rommel war von 1916 bis 1919 auch Direktor. Edmund Bernatzik (1854–1919) organisierte ab 1917, als Frauen noch nicht zum Rechtsstudium zugelassen waren, die Rechtsakademie für Frauen.
Die Wohnung des Ehepaares Schwarzwald in Wien 8, Josefstädter Straße 68, die Adolf Loos gestaltet hatte, war ein weiterer Treffpunkt bekannter Persönlichkeiten des damaligen Wien. Ihren Salon besuchten neben den oben Genannten auch die Schriftsteller Elias Canetti, Egon Friedell, Robert Musil, Karin Michaëlis und, bei seinen Aufenthalten in Wien, Rainer Maria Rilke. Neben Baron Lajos Hatvany, Alexander Moissi, Paul Lazarsfeld zählten auch Alma Mahler-Werfel und Berta Zuckerkandl zu ihren Gästen. Dank der besonderen Gabe der Gastgeberin, die von fast allen in ihrem Umfeld „Frau Doktor“ genannt wurde, völlig voneinander verschiedene Persönlichkeiten in ihrer jeweiligen Eigenart akzeptieren und durch ihren Charme bezaubern zu können, kamen hier Personen mit den unterschiedlichsten politischen Ansichten zusammen, von Othmar Spann, einem geistigen Vater des Ständestaates, über Karl Popper und Robert Scheu bis zu Sozialisten und Kommunisten. In Robert Musils Hauptwerk, dem Fragment gebliebenen Roman Der Mann ohne Eigenschaften, trägt die Figur der Diotima, im Roman auch Hermine Tuzzi genannt, einige Züge von Eugenie Schwarzwald.

Fraudoktor.Jugendbild ist die Bildunterschrift im Werk von Alice Herdan-Zuckmayer, die Eugenie Schwarzwald im Register des Buches „Genies sind im Lehrplan nicht vorgesehen“ als Hauptperson ihrer autobiographischen Schrift bezeichnet.

Während des Ersten Weltkriegs organisierte sie Gemeinschaftsküchen, Alters-, Erholungs- und Lehrmädchenheime. In der Inflationszeit gründete sie dann die „Österreichische Freundeshilfe für Deutschland“, die Gemeinschaftsküchen in Berlin und Erholungsheime auf dem Lande betrieb. Ab 1918 richtete sie mehrere Heime für Kinder und Erwachsene ein, so in Bad Topolschitz, am Semmering, in Bad Ischl, Mödling, Reichenau an der Rax, Waidhofen an der Ybbs und Bad Fischau, 1919 entstand eine Jugendwerkstatt für Knaben in Wien-Favoriten.
1920 übernahmen die Schwarzwalds die Villa Seeblick (Archkogl) in Archkogl am Grundlsee, die sich ebenfalls zu einem Sammelpunkt für Jugendliche, Schriftsteller, Schauspieler und Freunde entwickelte, so für den Pianisten Rudolf Serkin und die Schriftsteller Jakob Wassermann, Carl Zuckmayer und Sinclair Lewis, die Schauspieler Axel von Ambesser, Helene Weigel, Elisabeth Neumann-Viertel und den britischen Fotografen Bill Brandt ebenso wie dessen Bruder, den Maler Rolf Brandt. Zu ihrem Freundeskreis gehörten um 1930 auch Helmuth James Graf von Moltke, der später als Begründer des Kreisauer Kreises Widerstand gegen die Hitler-Diktatur leistete und 1945 hingerichtet wurde, dessen spätere Frau Freya Deichmann sowie deren Bruder, der Widerstandskämpfer Hans Deichmann.
Sie selbst bezeichnete sich in einem Brief sarkastisch und wohl nicht in vollem Ernst als Antisemitin: „Was mich, die ich ehrlich antisemitisch bin, am meisten ärgert, ist die Tatsache, daß ein Jude, auch wenn er kein Talent und keinen Charakter hätte, wohl aber die Fehler und die Schmiegsamkeit seiner Rasse, unbedingt zum Ziel gelangt. Die Judenfrage ist deshalb unlösbar, weil die Gastvölker nur schlechte Juden haben wollen.“
Diese vereinzelte Äußerung steht im krassen Widerspruch zu ihrer Hilfe für Juden, wobei sie bei ihrer Hilfe für Menschen auf die Herkunft und die Religionszugehörigkeit niemals Rücksicht nahm. Als sie 1938 Österreich verlassen musste und schließlich in Zürich ihren Wohnsitz nahm, trug sie sich beim Einwohneramt mit der Religionszugehörigkeit „israelitische Konfession“ ein.
Ab 1933 half sie Flüchtlingen aus Deutschland, 1934 unterstützte sie verfolgte Sozialdemokraten. 1938 wurde sie während eines Aufenthaltes in Dänemark bei Karin Michaëlis auf der Insel Thurø vom Anschluss überrascht; sie kehrte nicht mehr nach Wien zurück, sondern emigrierte in die Schweiz. In Österreich wurde ihr gesamtes Eigentum arisiert und die Schule geschlossen; die meisten Schülerinnen mussten emigrieren oder wurden später in der Shoah ermordet. Ihr Mann konnte im September 1938 noch aus Österreich in die Schweiz fliehen, wo er 1939 starb.
Im Jahr 2011 wurde in Wien-Donaustadt (22. Bezirk) der Eugenie-Schwarzwald-Weg nach ihr benannt.

### Bekannte Schülerinnen und Schüler
- Elsie Altmann-Loos (Tänzerin, Schauspielerin und Operettensängerin)
- Vicki Baum (Schriftstellerin)
- Elisabeth Bormann (Physikerin)
- Peter Drucker (Ökonom)
- Anna Freud (Psychoanalytikerin)
- Sophie Freud (Psychologin)
- Alice Herdan-Zuckmayer (Schriftstellerin)
- Martha Hofmann (politische Aktivistin und Schriftstellerin)
- Marie Jahoda (Sozialpädagogin)
- Ruth Karplus (Malerin)
- Margarete Klimt-Klenau (Modeschöpferin)
- Hildegard Koegler (Malerin)
- Grete Kolliner (Fotografin)
- Edith Kramer (Kunsttherapeutin)
- Maria Lazar (Schriftstellerin)
- Katharina Leipelt (Chemikerin, Widerstandskämpferin)
- Clarisse Meitner (Autorin)
- Elisabeth Neumann-Viertel (Schauspielerin)
- Else Pappenheim (Psychoanalytikerin)
- Anny E. Popp (Kunsthistorikerin)
- Susanne Schmida (Philosophin)
- Irma Simon
- Hilde Spiel (Schriftstellerin)
- Gisela Stein (Literaturwissenschaftlerin)
- Rosa Stern/Lucie Varga (Historikerin)
- Josephine Stross (Ärztin)
- Berta Tarnay (Malerin)
- Helene Weigel (Schauspielerin)
- Gertrud Weinberger (Kunsthandwerkerin)
- Alma Wittlin (Pädagogin)

## Werke
- Gottfried Keller in der Schule. 1911.
- Selma Lagerlöf in der Schule. 1912.
- Zehn Jahre Schule. 1912.
- Die Semmeringschule. 1913. (Digitalisat bei ANNO)
- Die Heimkehr des verlorenen Buches. Privatdruck Gotthard Laske, Berlin, 1934.
- Die Ochsen von Topolschitz. Feuilletons. Edition Garamond, Wien und Mülheim a. d. Ruhr 1995, ISBN 3-85306-006-4.
- Das Vermächtnis der Eugenie. Gesammelte Feuilletons von Eugenie Schwarzwald 1908–1938 (hrsg. von Robert Streibel). edition pen im Löcker Verlag, Wien 2017, ISBN 978-3-85409-878-2.